# (35713) 1999 FS30
1999 FS30 (asteroide 35713) é um asteroide da cintura principal. Possui uma excentricidade de 0.04915940 e uma inclinação de 4.12196º.
Este asteroide foi descoberto no dia 19 de março de 1999 por LINEAR em Socorro.